# 桜井千春
桜井 千春（さくらい ちはる、2001年3月19日 - ）は、日本のモデル、セラピスト。実業家。AV女優。AV女優時代はグランツプロ所属(現・LiStarPRO)。2023年11月1日、自身のツイッターで雫月 心桜（しづき こはる、2001年2月2日 - ）への改名と、C-more Entertainmentへの移籍を報告。

## 経歴
2019年10月10日にSOD・青春時代より専属デビュー。デビュー理由は「今までの自分とは違う自分になれるんじゃないかなと思って」。デビュー作はFANZA通販フロア・ウィークリーチャート3位。第2作はFANZA動画フロア・ウィークリーチャート10位を記録。2020年1月の発売を最後に青春時代を卒業。
2022年3月1日、自身のTwitterにて同年3月で引退する事を発表。
2022年7月4日週、FANZAレンタルフロアランキングにおいて、出演した『「えっ！？コレが実習？」エステ専門学校に入学したら男はボク1人！実習はタオル1枚の女子の体を触りまくり！ボクの股間は触られまくりでフル勃起！に出てるAV女優名まとめ』が1位を記録。
2022年10月の同人頒布会「ゆるケット」では最強属性・モデルとして「ちはる」名義で参加。12月に東京・錦糸町にメンズエステ「AOHALU」（アオハル）をプロデュースし、オープン。
2023年11月1日、雫月心桜（しづきこはる）名義でAV女優復帰を発表。また女優以外の個人活動では引き続き「ちはる」名義も使用する。

## 人物
運動神経は低く、特に球技が苦手。走るのは好き。またゾンビやスプラッター系の作品を好む。

## 映像作品

### アダルトビデオ
- 青春って目がクラクラ回るものなんですね!! 桜井千春 SOD専属 AVデビュー（10月10日、青春時代）
- お父さんよりも年上の中年おじさんたちと昼間っから一日中、ず～っと性交 桜井千春（11月7日、青春時代）
- ね～っとり舐められ接吻 桜井千春（12月12日、青春時代）

- 青春汁まみれ みずみずしくフレッシュな身体から汁、汗、潮、精子が弾け飛ぶ! どっぴゅん11発!! 青春って目がクラクラ回るものなんですね!! 桜井千春（1月23日、青春時代）
- 『泡のヌルヌルが気持ちいいんだもん』うぶな女子○生が超密着泡洗体マッサージ　密着おっぱい洗い、生デカチン泡泡素股マッサージでおま○こヌルヌルになっちゃって（2月28日、プレステージ）[脚注 1]
- 東京猿轡 トーキョー・サルグツワ 桜井千春（2月29日、ドリームチケット）
- 彼女と勘違いして彼女の妹に即ズボ!? イった後に気づき僕が必死に謝るも、発情した妹は自ら腰を振って何度もイキまくり!! 4（3月6日、プレステージ）[脚注 2]
- いつの間にか僕の部屋でたむろうようになった家出女子校生たちは、いつも僕のチ●ポを弄ぶ! 2（3月13日、メディアステーション）[脚注 3]
- 娘の部屋を覗くとき 父の悪戯、疼きだした思○期の子宮 桜井千春（4月12日、First Star）
- ハプニングホテル? 18歳の清楚系美少女が性欲大解放でイキ狂う?（4月13日、バルタン）
- 男性が苦手だった引きこもりでコミュ障の女の子が自分を変えたくて自らAV出演。ザーメン10発ごっくん性交（4月25日、ナンパJAPAN）
- 援●しただけなのに。（4月27日、First Star）
- すぐそばに彼女がいるのに、耳元で淫語をささやき小悪魔誘惑してくる彼女の妹。2（6月19日、プレステージ）[脚注 4]
- 従妹に勃起した俺 ダメだと余計に興奮する3日連続の膣内恋愛 桜井千春（6月19日、ロイヤル）
- 親友のままじゃ嫌だから（7月3日、ドリームチケット）[脚注 5]
- 目があうと無言でボクのからだを求めてくる笑顔のかわいい妹との二人っきりな休日。桜井千春（7月10日、クリスタル映像）
- 新鮮なマ○コに射精し放題 明るい笑顔がカワイイ令和女学生のENJOY援交 ほほ笑みながら情けないオジサンのチ○ポを弄る放課後Hライフ（8月13日、AVS collector’s）
- 唾液とローションが絡みつく粘着連続フェラチオ（8月25日、SEX Agent）[脚注 6]
- ニーハイ昏睡レ●プ 引きこもり兄の歪んだ欲望（9月10日、ヒビノ）
- ただいま勉強中 気持ち良いって言えない10代えっち（10月1日、S-Cute）
- まさかノーブラ!? 貧乳美人店員がコリコリに勃った乳首に気付かず働く姿に興奮してしまい… 5（10月2日、DOC）[脚注 7]
- 監禁 拘束した少女を人形のように弄ぶ変質者の異常性癖（10月8日、アイエナジー）
- 午前10時 学校どうしたの…（11月28日、ビッグモーカル）
- 彼女と勘違いして彼女の妹に即ズボ!? イった後に気づき僕が必死に謝るも、発情した妹は自ら腰を振って何度もイキまくり!! 6（12月4日、DOC）[脚注 8]
- パンティフェチ愛好会 千春（12月10日、フェチ眼）

- 先輩と私 Re: まつなとちはる ～女子○生れず～（1月1日、U&K）[脚注 9]
- 『えっ! Tバック?』 普段は子供っぽい格好して色気のない妹がまさかのTバックでフル勃起! 我慢できず寝ている妹に寝バック高速ピストン決めたら…（1月7日、Hunter）[脚注 10]
- まさか! エロ配信が担任の先生にバレちゃうなんて!!（3月1日、プラネットプラス）
- ずっと好きだった念願の彼女と付き合った途端に寝取られた話（4月19日、かぐや姫Pt）
- 家出少女とオジサンの小さな恋の物語（5月1日、プラネットプラス）
- クリトリスの形までハッキリわかる! ノーモザイク連続絶頂パンツ越しオナニー 3（5月20日、アイエナジー）[脚注 11]
- MM号特別編 仲良しAV女優2人組が「心を合わせて脱出ゲーム」に挑戦! 2 キス/おっぱい揉み/電マ/フェラ/中出しセックスから一つを選んで2人の選択がピッタリ合ったら見事脱出! 失敗したら選んでしまったHな罰ゲーム! 恥じらいつつも最後は2人仲良く中出しセックスしてしまうのか!?（6月7日、DEEP'S）[脚注 12]
- むちむちデカ尻 神ブルマ（6月10日、親父の個撮）
- あすかと千春 あなただけいれば他になにもいらない…（9月14日、ビビアン）[脚注 13]
- 石化レズ蛇女（9月23日、ROCKET）[脚注 14]
- 尿道責め学園（10月12日、犬）[脚注 15]
- 濡れてテカってピッタリ密着 神スク水（11月25日、親父の個撮）
- スクールカースト最下層のボクがクラスの美少女3人組の性欲処理に使われる夢の放課後ハーレム教室（12月14日、million）[脚注 16]
- おとなのおじさんと 2  5人4時間（12月25日、ビッグモーカル）[脚注 17]
- 魅惑のハプニングバー（12月27日、MERCURY）

- 隣の4姉妹に前後左右を囲まれて痴女られまくって抜かれまくる夢の中出しハーレム（1月4日、kawaii*）[脚注 18]
- ハニカミ笑顔が可愛い女子校生「ちはるん」「あんまりジロジロ見ないで下さい…恥ずかしいです（/ω\）」（1月12日、First Star）
- わたしドMなおじさんが大好き! 中年チ●ポに興味ありすぎる好奇心旺盛ピュア美少女（1月22日、Shark）
- 「えっ！？コレが実習？」エステ専門学校に入学したら男はボク1人！実習はタオル1枚の女子の体を触りまくり！ボクの股間は触られまくりでフル勃起！（5月24日、Hunter）

- ドキュメント「アラサー喪女ニート」～ボクのお姉ちゃんは数年前と変わっていなかった～ チ×ポに目を輝かすロリ体型の干物姉（27）（4月11日、SODクリエイト）
- ホイホイラバー 24 ～コノコノハメドリ～素人ホイホイLOVER・個人撮影・カップル・自宅・素人・美少女・ハメ撮り・巨乳・美乳・美尻・清楚・顔射・くびれ・M女・コスプレ・チャイナドレス・コンパニオン・デカチン・巨根・スレンダー（11月12日、素人ホイホイ/妄想族）

- 妹M少女 雫月心桜（1月21日、ドグマ）[12]

### 配信限定
- 三時限目- 入浴介助脱衣・洗体陰部洗浄実習編（2020年5月21日、サディヴィレナウ!）[脚注 19]

### VR
- 修学旅行に片想いのあの子と王様ゲーム 見回りが来たので一緒に布団に飛び込んだら…（2月20日、SODクリエイト）
- オナクラVR ～裏オプションでヌク最強サービス 桜井千春編～（4月3日、CASANOVA）
- 天使的に可愛い義妹がいる日常って最高だと思いませんか?（4月16日、KMPVR）
- HQ劇的超高画質 お兄ちゃんw私の事好きにしていいよ笑（5月9日、ブイワンVR）
- 制服オナニーVR（5月30日、KMPVR）※オムニバス作品
- 兄のいたずら（6月5日、CASANOVA）
- 女子校生のスクール水着を観察し続けるVR（6月21日、KMPVR）※オムニバス作品
- 放課後、角オナVR（6月22日、KMPVR）※オムニバス作品
- 顔騎遊園（6月25日、KMPVR）※オムニバス作品
- HQ劇的超高画質 逆恨みで狂った男が憎悪のレ●プ! 「 お前の娘を目の前で滅茶苦茶にしてやる!」（8月28日、ブイワンVR）
- 制服美少女と性交 ver.VR（9月25日、ドリームチケット）
- 姉夫婦が2人水入らずで旅行したいというので姪っ子姉妹を面倒みることになった3日間（12月28日、SODクリエイト）[脚注 20]

- 制服マニア（7月30日、CASANOVA）[脚注 21]
- パンチラ×太もも×ニーソ 絶対領域VR 5（10月2日、CRYSTAL VR）[脚注 22]

## 書籍・出版物

### デジタル写真集
- ヘアヌードさくらを見る会2020（2020年3月30日、小学館、撮影：井上たろう）[脚注 23]
- 青春 ＃アオハル【グラビア写真集】（2021年8月20日、プレステージ出版、撮影：C:TAKERU）
- 青春 ＃アオハル【ヘアヌード写真集】（2021年8月20日、プレステージ出版、撮影：C:TAKERU）[脚注 24]

### 雑誌
- 月刊ソフト・オン・デマンド 12月号 vol.3（ソフト・オン・デマンド）- インタビュー
- 月刊ソフト・オン・デマンド 6月号増刊 SOD青春制服コレクション Vol.1（ソフト・オン・デマンド）- グラビア